# Mauricio Velayos Rodríguez
Mauricio Velayos Rodríguez (Madrid, 7 de septiembre de 1955) es un botánico español.

## Biografía
Es doctor en biología por la Universidad Complutense de Madrid. Entre 1979 y 1985 fue profesor de distintas asignaturas en el Departamento de Botánica de la Facultad de Biología de la UCM. Desde 1985 desarrolla su actividad científica en el Real Jardín Botánico de Madrid, centro del Consejo Superior de Investigaciones Científicas. Además, fue Jefe de Herbarios hasta el año 2014, período durante el cual, la colección pasó de contar con 400.000 pliegos, a más de 1.000.000. Del 2002 al 2007 fue Vicedirector de Colecciones y Cultura Científica del Real Jardín Botánico de Madrid. Fue Presidente de la Asociación de Herbarios Ibero-Macaronésicos, y Vicepresidente de la Asociación Ibero-Macaronésica de Jardines Botánicos.
Entre 2015 y 2019 fue el director de la revista científica Anales del Jardín Botánico de Madrid (abreviado Anales Jard. Bot. Madrid).
Igualmente ha desarrollado labores de divulgación científica, como la serie de capítulos titulados "Cuadernos de Botánica", junto con la Doctora María Teresa Tellería (entonces Directora del Real Jardín Botánico de Madrid), para la cadena Beca TV, del Grupo Planeta, o documentales sobre expediciones científicas.
Especialista en Flora Paleotropical, actualmente dirige la Flora de Guinea Ecuatorial. Ha realizado expediciones por el Mediterráneo (España, Portugal, Francia, Marruecos, Chipre) en América tropical (Bolivia, Colombia y Panamá) y en África tropical (Guinea Ecuatorial) .

## Publicaciones
Revistas científicas
- Barberá, P.; Riina, R.; Velayos, M. 2015. A new species of Grossera (Euphorbiaceae) from Equatorial Guinea. Phytotaxa 221:175-180.
- Kleunen, M. v.; Dawson, W.; Essl, F.; Pergl, J.; Winter, M.; Weber, E.; Kreft, H.; Weigelt, P.; Kartesz, J.; Nishino, M.; Antonova, L. A.; Barcelona, J. F.; Cabezas, F. J.; Cárdenas, D.; Cárdenas-Toro, J.; Castaño, N.; Chacón, E.; Chatelain, C.; Ebel, A. L.; Figueiredo, E.; Fuentes, N.; Groom, Q. J.; Henderson, L.; Inderjit, Kupriyanov, A.; Masciadri, S.; Meerman, J.; Morozova, O.; Moser, D.; Nickrent, D. L.; Patzelt, A.; Pelser, P. B.; Baptiste, M. P.; Poopath, M.; Schulze, M.; Seebens, H.; Shu, W.-s.; Thomas, J.; Velayos, M.; Wieringa, J. J.; Pyšek, P. 2015. Global exchange and accumulation of non-native plants. Nature, 10.1038/nature14910.
- Barberá, P., Velayos, M.; Aedo, C. 2014. Taxonomic revision of Grossera (Crotonoideae, Euphorbiaceae): A central African genus. Syst. Bot. 39(2):490-509.
- Barberá, P.; Velayos,M.; C. Aedo 2014. Lectotypification and characterization of Discoclaoxylon pubescens(Euphorbiaceae) from Annobón Island (Equatorial Guinea). Nord. J. Bot. 32(1):55-59.
- Fero, M.; Aedo, C.; Cabezas, F.; Velayos, M. 2014. Taxonomic revision of Neostenanthera (Annonaceae). Syst. Bot. 39(1):17-30.
- Velayos, M.; Barberá, P.; Cabezas, F.J.; de la Estrella, M.; Fero, M.; Aedo, C. 2014. Checklist of the vascular plants of Annobón (Equatorial Guinea). Phytotaxa 171(1):1-78.
- Barberá, P.; Velayos, M.; Aedo, C. 2013. Annotated checklist and identification keys of the Acalyphoideae (Euphorbiaceae) of Equatorial Guinea (Annobón, Bioko and Río Muni). Phytotaxa 140:1-25, doi:10.11646/phytotaxa.140.1.1.
- Velayos, M. 2013. Maruja Carrasco, botánica. Botanica Complutensis 37:7-12.
- Herrero, A.; Aedo, C.; Velayos, M.; Viane, R.L.L. 2001. A new species of Asplenium (Aspleniaceae, Pteridophyta) from Equatorial Guinea. Annales Botanici Fennici 38: 175-180.
- Aedo, C.; Tellería, M.T. ; Velayos, M. (eds.) (1999). Bases documentales para el estudio de la Flora de Guinea Ecuatorial. Plantas Vasculares y Hongos. Real Jardín Botánico, CSIC & AECI, 414 págs. Madrid

Libros
- Talavera, S., C. Aedo, S. Castroviejo, C. Romero Zarco, L. Sáez, F. J. Salgueiro & M. Velayos (1999). Flora iberica VII (I) 1-578. Madrid
- Talavera, S., C. Aedo, S. Castroviejo, A. Herrero, C. Romero Zarco, F. J. Salgueiro & M. Velayos(2000). Flora iberica VII (II): 580-1119. Madrid
- Aedo, C., R. Morales, M. T: Tellería & M. Velayos. Botánica y Botánicos en Guinea Ecuatorial. 1- 257. Madrid
- Velayos, M., C. Aedo, F. Cabezas & M De La Estrella (2008). Flora de Guinea Ecuatorial, 1. Psilotaceae-Vittariaceae. 381 pp. Consejo Superior de Investigaciones Científicas. Madrid
- Velayos, M., C. Aedo., Cabezas, F., Estrella M., Fero, M. & Barberá P. (eds) (2010) Flora de Guinea Ecuatorial vol. V: Leguminosae. 5: 1-529. Consejo Superior de Investigaciones Científicas. Madrid

## Reconocimientos
Tiene dos epónimos:
- Le ha sido dedicada la especie Sideritis velayosiana Peris & al in Anales Jard. Bot. Madrid 53: 131. 1995[4]

- Le ha sido dedicada la subespecie Eulophia horsfallii subsp. velayosiana Ortúñez, Galán Cela & Gamarra in Kew Bull. 74/2: 4. 2019[5]